# Tous à Zanzibar
Pour les articles homonymes, voir Zanzibar.
 (juillet 2024).
Si vous disposez d'ouvrages ou d'articles de référence ou si vous connaissez des sites web de qualité traitant du thème abordé ici, merci de compléter l'article en donnant les références utiles à sa vérifiabilité et en les liant à la section « Notes et références ».
Tous à Zanzibar (titre original : Stand on Zanzibar) est un roman de science-fiction, écrit en 1968 par l'écrivain britannique John Brunner. L'édition française, dans une traduction de Didier Pemerle, est parue en 1972.

## Résumé
En 2010, le nombre d'êtres humains est tel que, s'ils se tenaient au coude à coude sur l'île de Zanzibar, ils la recouvriraient en entier. La surpopulation entraîne la disparition de toute sphère privée, un contrôle génétique draconien et une anarchie urbaine généralisée. La pollution fait qu'à New York, des distributeurs d'oxygène sont à la disposition de ceux qui ont besoin de faire le plein avant de traverser les rues. La consommation de tranquillisants, pour limiter les nécessaires tensions sociales dues à la promiscuité et les velléités révolutionnaires, s'est généralisée.
Les radiations ont entrainé l'augmentation du taux des maladies héréditaires à un tel point que des mesures draconiennes sont prises : les individus porteurs sont automatiquement stérilisés et seuls se reproduisent ceux qui ont des caryotypes sains. L'eugénisme est développé. Évidemment, la liberté individuelle est résolument refusée.
À New York, Norman, un jeune Afro-Américain, travaille pour la toute-puissante General Technic Corporation dont le superordinateur Shalmaneser organise l'achat pur et simple d'un pays africain. Son compagnon d'appartement, Donald, apparemment un simple étudiant, est en fait recruté par les services secrets qui l'envoient s'emparer de la découverte d'un généticien d'un pays du tiers monde qui ferait de tous les nouveau-nés des génies prédéterminés.

## Commentaire
À l'origine, John Brunner avait écrit un très court récit paru en 1967 et qu'il reprit et amplifia jusqu'à en faire un livre trois fois plus long qu'un roman normal. C'est en effet un livre-monde, qualifié de non-roman par son auteur. Le récit traditionnel est déconstruit, car la narration court sur quatre pistes différentes, imbriquées les unes dans les autres, mais séparées au sommaire afin que des lecteurs désireux de ne pas lire telle ou telle partie puissent le faire sans inconvénient. 
D'abord « Le contexte » qui, comme le mot l'indique, permet de se faire une idée de ce monde de 2010. Puis « Le monde en marche », composé de très rapides vignettes, des instantanés aux phrases parfois inachevées, sur l'époque, qui ne permettent pas non plus d'en avoir une vision d'ensemble, mais de le regarder par le petit bout de la lorgnette comme les gens qui y vivent. Ensuite, « Jalons et portraits » où, cette fois, l'auteur nous présente des êtres vivants, ne faisant généralement pas partie de l'intrigue, mais habitant ce monde et le vivant au sens le plus quotidien du terme. Enfin, « La continuité » raconte l'histoire proprement dite de Tous à Zanzibar. 
Cette écriture se rapproche de celle d'un John Dos Passos dans la trilogie U.S.A.. Le procédé narratif est annoncé d'emblée dans le court chapitre intitulé « Contexte 0 » servant d'exergue au roman, citation d'une page de La Galaxie Gutenberg du sociologue et théoricien des médias Marshall McLuhan. Cette page décrit la méthode d'Harold Innis et selon cette méthode, le roman qui suit est une mosaïque, une configuration ou une galaxie destinée à éclairer le monde futur imaginé par l'auteur.
John Brunner a écrit un second roman se déroulant dans le même cadre, L'Orbite déchiquetée (The Jagged Orbit, 1969).

## Prix littéraires
Tous à Zanzibar a reçu le prix Hugo du meilleur roman de science-fiction 1969, le prix British Science Fiction du meilleur roman 1969 et le prix Apollo 1973.

## Classique de la science-fiction
Ce roman est considéré comme un grand classique de la science-fiction dans les ouvrages de référence suivants :
- Annick Beguin, Les 100 principaux titres de la science-fiction, Cosmos 2000, 1981 ;
- Jacques Sadoul, Anthologie de la littérature de science-fiction, Ramsay, 1981 ;
- Jacques Goimard et Claude Aziza, Encyclopédie de poche de la science-fiction. Guide de lecture, Pocket, coll. Science-fiction, no 5237, 1986 ;
- Denis Guiot, La Science-Fiction, Massin, coll. « Le monde de... », 1987 ;
- Cité dans La Bibliothèque idéale de la SF (1988) ;
- Enquête du Fanzine Carnage mondain auprès de ses lecteurs, 1989 ;
- Lorris Murail, Les Maîtres de la science-fiction, Bordas, coll. « Compacts », 1993 ;
- Stan Barets, Le Science-Fictionnaire, Denoël, coll. Présence du futur, 1994 ;
- Bibliothèque idéale du webzine Cafard cosmique.

## Critiques spécialisées
Dans son Histoire de la science-fiction moderne, parue en 1984, Jacques Sadoul déclare à propos de ce roman 

« En un mot, nous croyons réellement avoir vécu à l'époque de Stand on Zanzibar quand nous refermons le livre. Ajoutons-y enfin une remarquable invention dans le langage, qui a été fort bien rendue par le traducteur français [...] et nous aurons un ouvrage peut-être un peu trop artificiel, un peu trop fabriqué, mais absolument passionnant. C'est un tour de force et une œuvre maîtresse. »

— Jacques Sadoul, Histoire de la science-fiction moderne. 1911-1984, Robert Laffont, 1984 (ISBN 978-2-221-04464-3), p. 297

## Éditions
- Stand on Zanzibar, Doubleday, 1968, 505 p.
- Tous à Zanzibar, tome 1, J'ai lu, coll. « SF » no 1104, 1980, trad. Didier Pemerle, 412 p.  (ISBN 2-277-21104-4) (réédition en 1987)
- Tous à Zanzibar, tome 2, J'ai lu, coll. « SF » no 1105, 1980, trad. Didier Pemerle, 406 p.  (ISBN 2-277-21105-2) (réédition en 1987)
- Tous à Zanzibar, Robert Laffont, coll. « Ailleurs et Demain », 1972, trad. Didier Pemerle (rééditions en 1975, 1979  (ISBN 2-221-00084-6) et 1981)
- Tous à Zanzibar, Edito-Service, coll. « Les Chefs-d'œuvre de la science-fiction » no 6, 1974, trad. Didier Pemerle
- Tous à Zanzibar, Le Livre de poche, coll. « SF » no 7180, 1995, trad. Didier Pemerle  (ISBN 2-253-07180-3) (rééditions en 1999, 2004 (avec une préface de Gérard Klein  (ISBN 978-2-253-07180-8)), 2007  (ISBN 2-253-07180-3) et 2009  (ISBN 978-2-253-07180-8))
- Tous à Zanzibar, dans le recueil La Tétralogie noire, Mnémos, 22 novembre 2018, trad. Didier Pemerle, 1 198 p.  (ISBN 978-2-35408-691-6)